# Francesco Tagliarini
Francesco Tagliarini (Lecco, 5 novembre 1935 – Bergamo, 13 luglio 2025) è stato un politico e avvocato italiano, nonché per anni docente all'università di Bergamo.